# Estación de Bérault
Bérault es una estación de la línea 1 del metro de París  situada en el límite entre Saint-Mandé y Vincennes al este de la capital.

## Historia
La estación fue inaugurada el 24 de marzo de 1934. Debe su nombre a la Plaza homónima de Vincennes, que rinde honor a un antiguo político local fallecido en 1871.
En 2011 entraron en la estación 2 531 531 viajeros. En 2012, lo hicieron 2 612 932 viajeros y en 2013, entraron 2 723 583 viajeros. Esto la sitúa en el puesto 199 de la clasificación de las estaciones del metro de París por su uso.

## Descripción
Se compone de dos andenes laterales de 105 metros y de dos vías.
Está diseñada en bóveda elíptica revestida completamente de los clásicos azulejos blancos biselados del metro parisino.
Su iluminación ha sido renovada entre el 2009 y el 2010, empleando el modelo vagues (olas) con estructuras casi adheridas a la bóveda que sobrevuelan ambos andenes proyectando la luz en varias direcciones.
La señalización por su parte usa la moderna tipografía Parisine LED donde el nombre de la estación aparece en letras blancas sobre un panel metálico de color azul.
Por último, los asientos de la estación son los modernos Coquille o Smiley, unos asientos en forma de cuenco inclinado para que parte del mismo pueda usarse como respaldo y que poseen un hueco en la base en forma de sonrisa.
Como toda las estaciones de la línea 1 dispone de puertas de andén.

## Automatización
La línea 1, de la que forma parte la estación Bérault, fue automatizada. Todas las estaciones sufrieron profundos cambios durante ese proceso, entre los cuales destacan la instalación de puertas de andén, restauración del alicatado y modernización de la iluminación. La estación Bérault fue escogida por la RATP como prototipo de dichos cambios. Concretamente, en Bérault, las reformas de los andenes se llevaron a cabo entre los años 2008 y 2009.

## Accesos
La estación dispone de cuatro accesos:
- Av. de París, 29
- Av. de París, 63
- Av. de París, 64
- Av. de París, 98

## Correspondencias
Con la línea 325 de bus de la RATP y, por la noche, con las líneas N11 y N33 de la red Noctilien.
No muy lejos hay también paradas de las líneas de bus 56 y 215 de la RATP, así como la estación de Vincennes del RER A.

## Lugares de interés cercanos
- Hospital militar Bégin
- Instituto Geográfico Nacional
- Estación del RER de Vincennes

## Galería de fotos

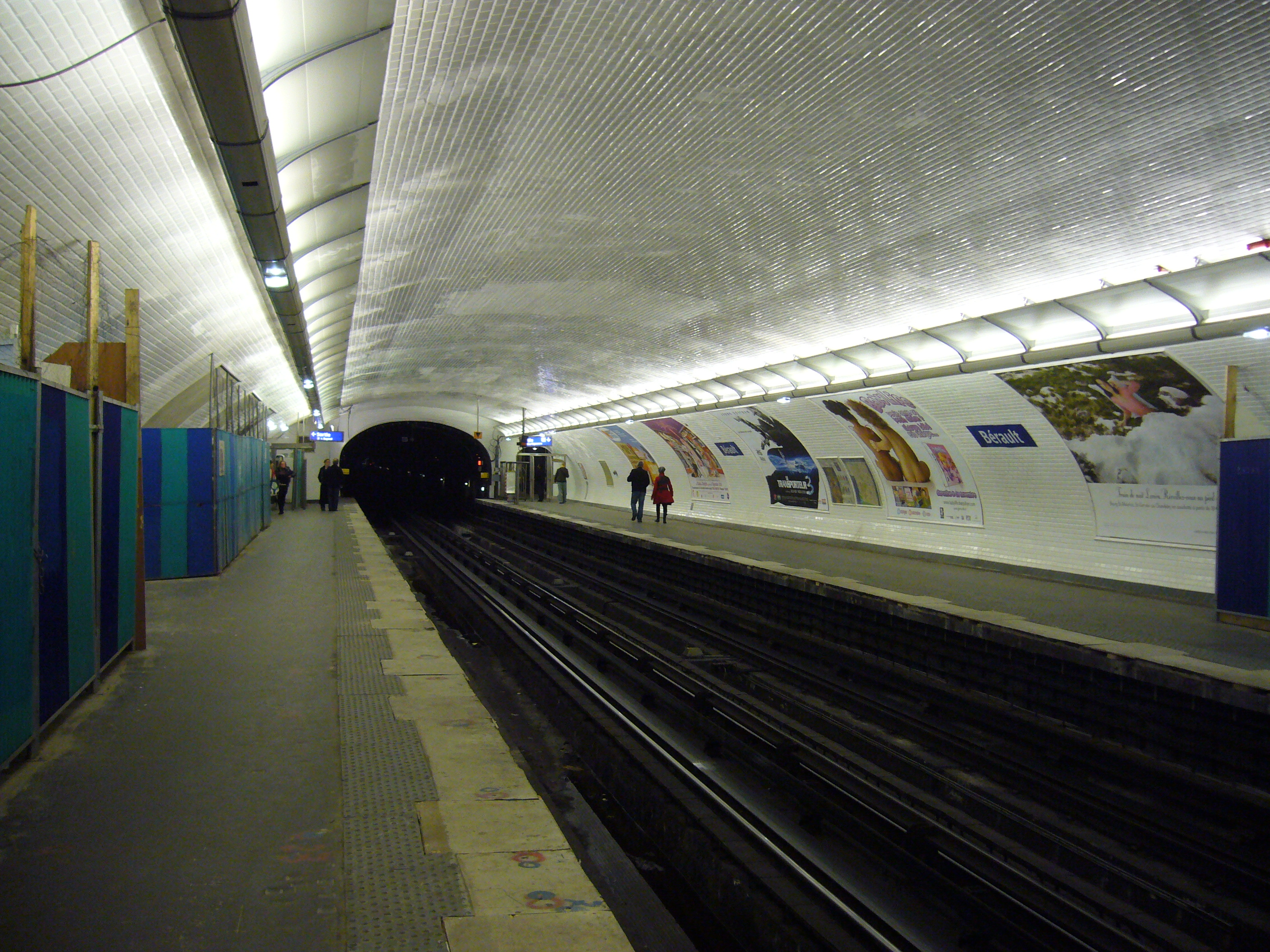
La estación en proceso de renovación, a finales de 2008.
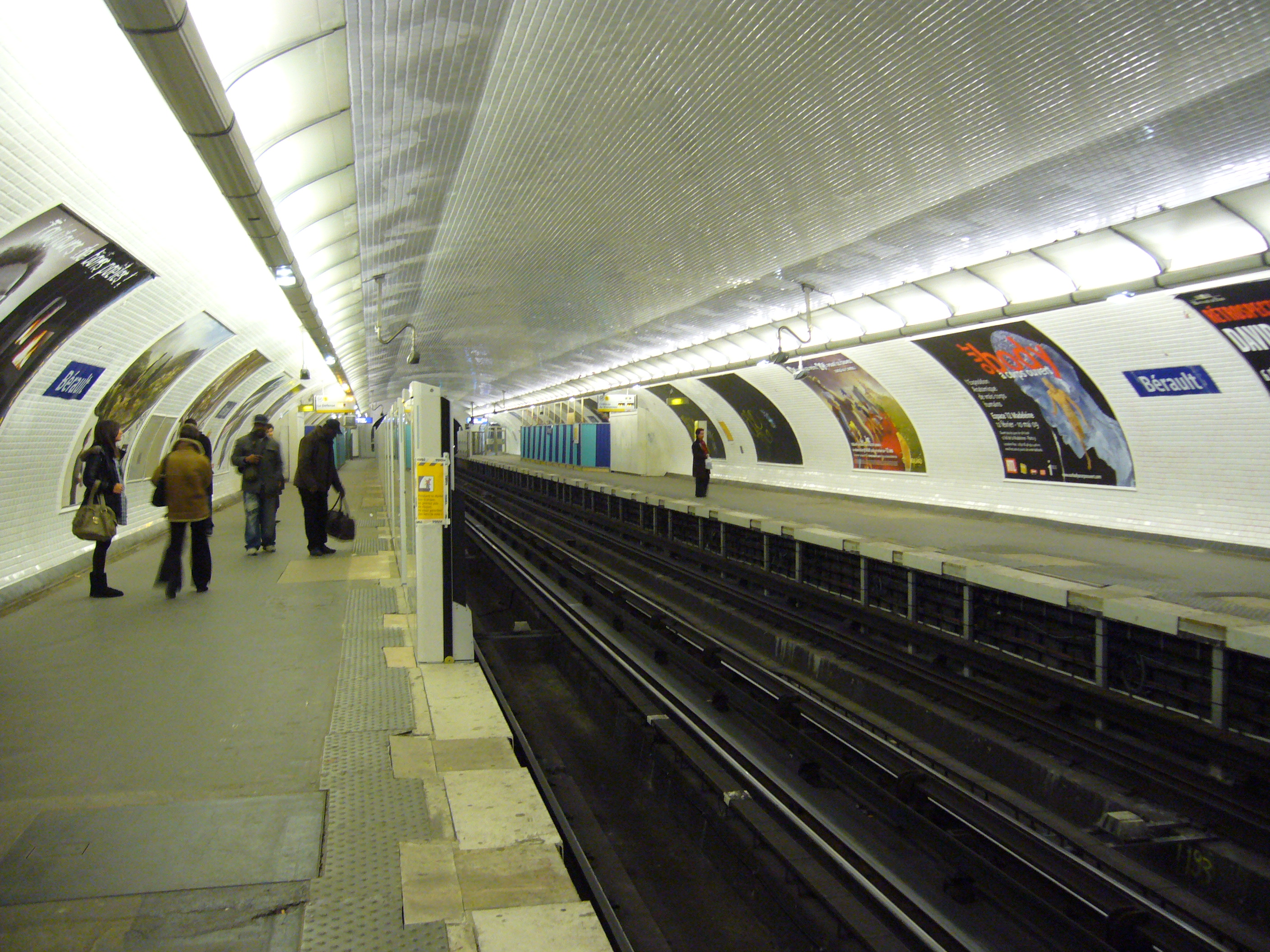
Instalación de las puertas de andén, febrero de 2009.
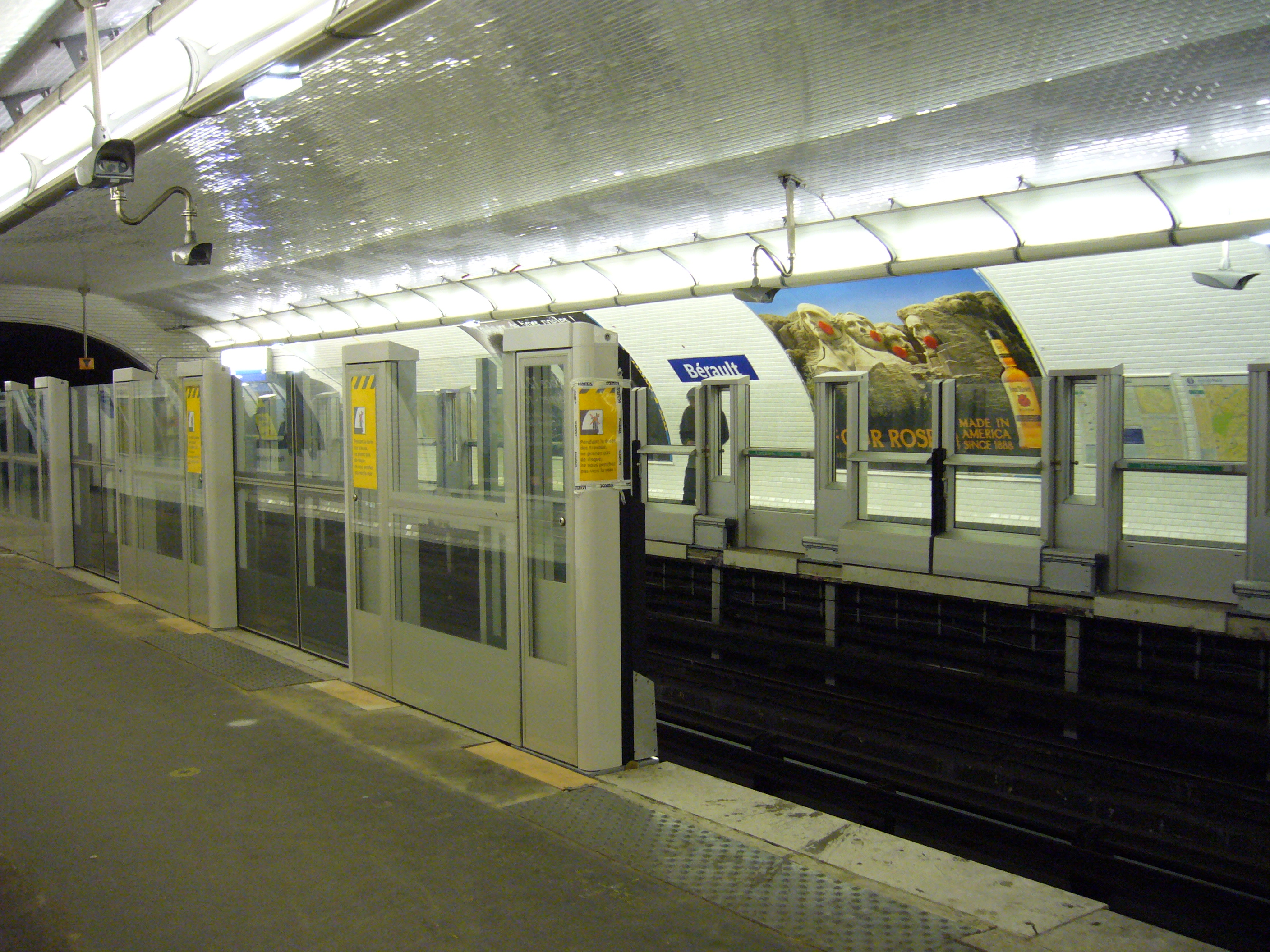
Instalación de las puertas de andén, marzo de 2009.